# Folklore japonès
El folklore del Japó està molt influenciat pel xintoisme i el budisme, les dues principals religions del país. Sovint implica a personatges i situacions còmiques o estrafolàries, i també inclou un assortit d'éssers supranaturals, com ara els bodhisattva, els kami (déus i esperits reverits), els yōkai (esperits-monstres), com ara l'oni, kappa i tengu, els yūrei (fantasmes), dracs, i animals amb poders supranaturals com ara el kitsune (guineu), tanuki (gos viverrí), mujina (teixó), i bakeneko (gat que es transforma), així com objectes sagrats o posseïts.
Sovint es divideix el folklore japonès en diferents categories: mukashibanashi, contes de fa molt temps; namidabanashi, relats tristos; obakebanashi, relats de fantasmes; ongaeshibanashi, relats d'amabilitat recompensada; tonchibanashi, relats enginyosos; waraibanashi, relats divertits; i yokubaribanashi, relats de cobdícia. També inclou els Yukar (ユーカラ), o contes populars ainu.
Alguns contes populars i llegendes del Japó:
- La història de Kintarō, el Nen d'Or superhumà.
- La història de Momotarō, el Nen Préssec mata-onis.
- La història d'Urashima Tarō, que va rescatar una tortuga i va visitar el fons del mar.
- La història d'Issun-bōshi, el Petit Polzet.
- La història de Tokoyo, una nena que va reclamar l'honor del seu pare samurai.
- Bunbuku Chagama, la història d'una tetera que en realitat és un tanuki (gos viverrí) que pot canviar de forma.
- La història de la dona-guineu malvada Tamamo-no-Mae.
- Shita-kiri Suzume, la història del pardal llengua-tallada.
- La història del venjatiu Kiyohime, que va esdevenir drac.
- Banchō Sarayashiki, el relat de fantasmes d'Okiku i els Nou Plats.
- Yotsuya Kaidan, el relat de fantasmes d'Oiwa.
- Hanasaka Jiisan, la història d'un vell que feia obrir-se les flors.
- El conte del tallador de bambú, sobre una misteriosa noia anomenada Kaguya-hime de la que es deia que era de la capital de la lluna.

El folklore del Japó ha estat influenciat per la literatura estrangera així com per la mena d'animisme comú a tota l'Àsia prehistòrica. Alguns relats de l'antiga Índia van ser influents en prendre forma els relats japonesos proporcionant-los-hi material. El material indi, transmès a través de la Xina i Corea, va ser molt modificat i adaptat de manera que s'adigués a la sensibilitat de la gent normal del Japó en general.
Els relats de micos del folklore japonès han estat influenciats pel poema èpic sànscrit Ramayana i pel clàssic xinès Viatge a l'oest. Les històries mencionades als contes Jataka budistes apareixen amb una forma modificada al llarg del recull japonès de contes populars.
A mitjans del segle xx, els narradors sovint viatjaven de poble en poble explicant aquestes històries amb unes il·lustracions de paper especials anomenades kamishibai.